# Łostówka

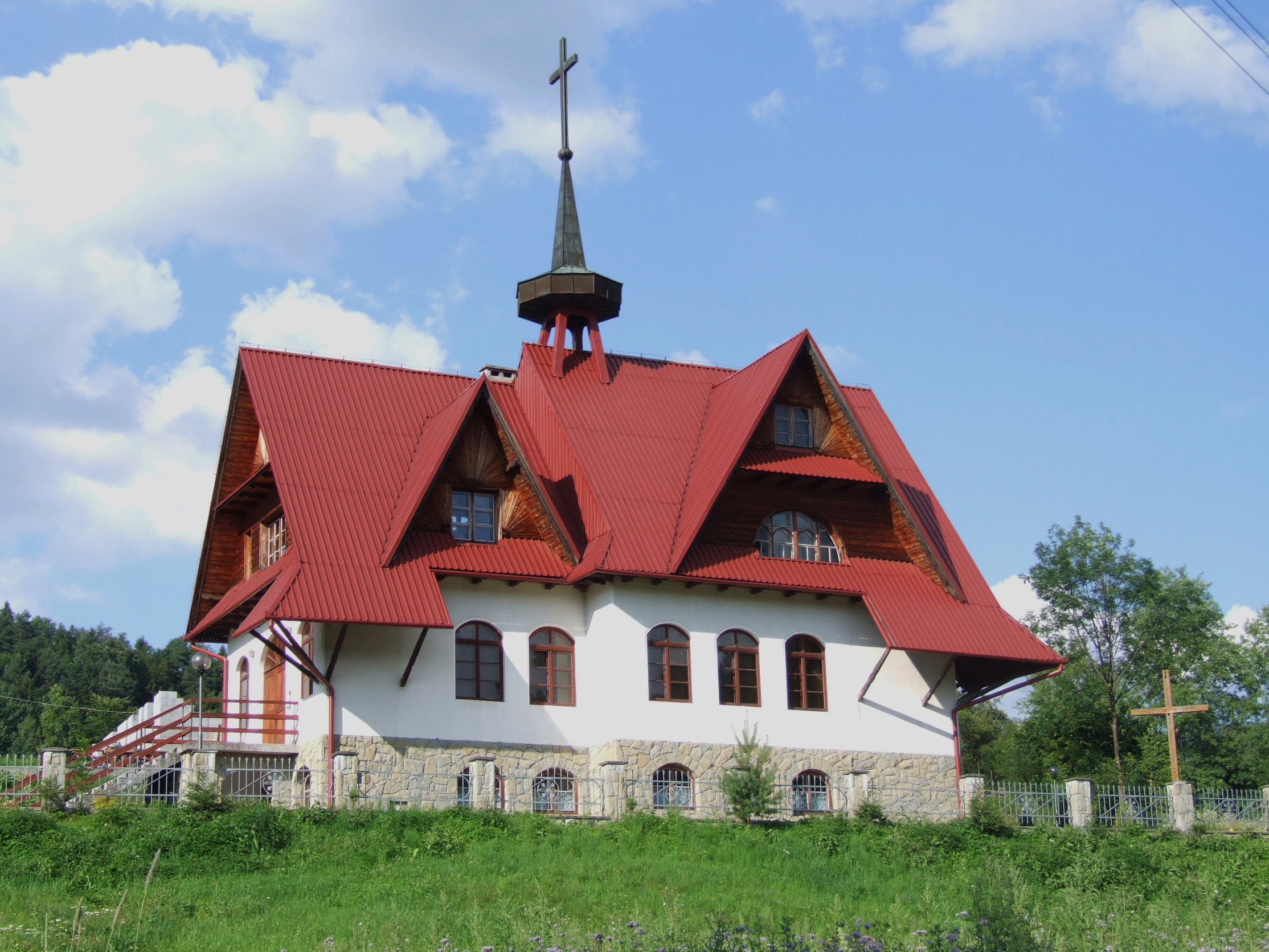
Kaplica w Łostówce

Łostówka – wieś w Polsce położona w województwie małopolskim, w powiecie limanowskim, w gminie Mszana Dolna.
W latach 1954–1960 wieś należała i była siedzibą władz gromady Łostówka, po jej zniesieniu w gromadzie Mszana Górna. W latach 1975–1998 miejscowość administracyjnie należała do województwa nowosądeckiego.

## Położenie
Wieś znajduje się na obszarze Beskidu Wyspowego. Położona jest w dolinie potoku Łostówka oraz na zboczach gór wznoszących się po obu stronach tej doliny. Po północno-wschodniej stronie jest to Ćwilin i grzbiet Czarnego Działu, po południowo-zachodniej Ostra i Ogorzała. Doliną Łostówki wzdłuż potoku biegnie lokalna droga łącząca Łostówkę z sąsiednimi miejscowościami: Wilczycami i Mszaną Górną. Ciągnie się ona przez ponad 6 km. Zabudowania Łostówki  znajdują się na wysokości około 420–580 m n.p.m..

## Części wsi
Integralne części wsi Łostówka:
przysiółkiGabory
części wsiBaniki, Bulaki, Bulaki Dolne, Chorągwiccy, Ciemniaki, Drobole, Dudziki, Dziedziny, Farganusy, Fornale, Jackowce, Karkulki, Knapczyki, Kuczaje, Ligasy, Myszoglądy, Niedośpiały, Palkije, Pawlaki, Piszczki, Podłazie, Sąpki, Siemienie, Stachury, Sutory, Sutory Górne, Toboły, Tworki, Wojtyczki, Wróble, Wsoły, Zagroda, Zązki

## Historia
Pierwsze wzmianki o wsi można znaleźć w Kodeksie Małopolskim, gdzie pod datą 1254 r. wspomina się o nadaniu tej osady klasztorowi w Szczyrzycu. Nazwa wsi wywodzi się od imienia pierwszego administratora wsi, wyznaczonego przez Cystersów ze Szczyrzyca, którzy byli jej właścicielami. W XIX wieku Łostówka wchodziła w skład tzw. klucza wielkoporębskiego, którego właścicielami byli Wodziccy.
Wieś była przedmiotem badań etnograficznych znanego ludoznawcy Sebastiana Flizaka.

## Turystyka
Ze względu na swe położenie Łostówka stanowi dogodny punkt wypadowy w rejon Beskidu Wyspowego.
W Łostówce i okolicach godne uwagi są następujące atrakcje i obiekty:
- Kaplica św. Barbary – jej budowę rozpoczął w 1831 roku Szymon Dziedzina, a zakończyła jego żona Barbara. Jest to świątynia murowana, kryta gontem. Opiekę nad nią sprawują duchowni z pobliskiej parafii w Mszanie Dolnej. Wewnątrz znajdują się m.in.: figura św. Barbary, posąg św. Wojciecha i zabytkowy krucyfiks[7][8].
- Jaskinia Latających Kamieni – niewielka jaskinia na północno-zachodnim zboczu Ćwilina. Długość jej korytarzy wynosi 18 metrów[9].
- Grota Rusałki – jaskinia położona na tym samym zboczu Ćwilina. Jej długość wynosi 14 metrów, a nazwa pochodzi od znalezionego tu motyla rusałki pawika[10].

## Religia
Miejsce to jest ośrodkiem rekolekcyjnym wspólnoty Młodzieży Misjonarskiej. Rekolekcje odbywają się tutaj w pierwszej połowie sierpnia, a podczas nich przeżywany jest cały okres liturgiczny – od Zwiastowania Najświętszej Maryi Panny po Zesłanie Ducha Świętego.

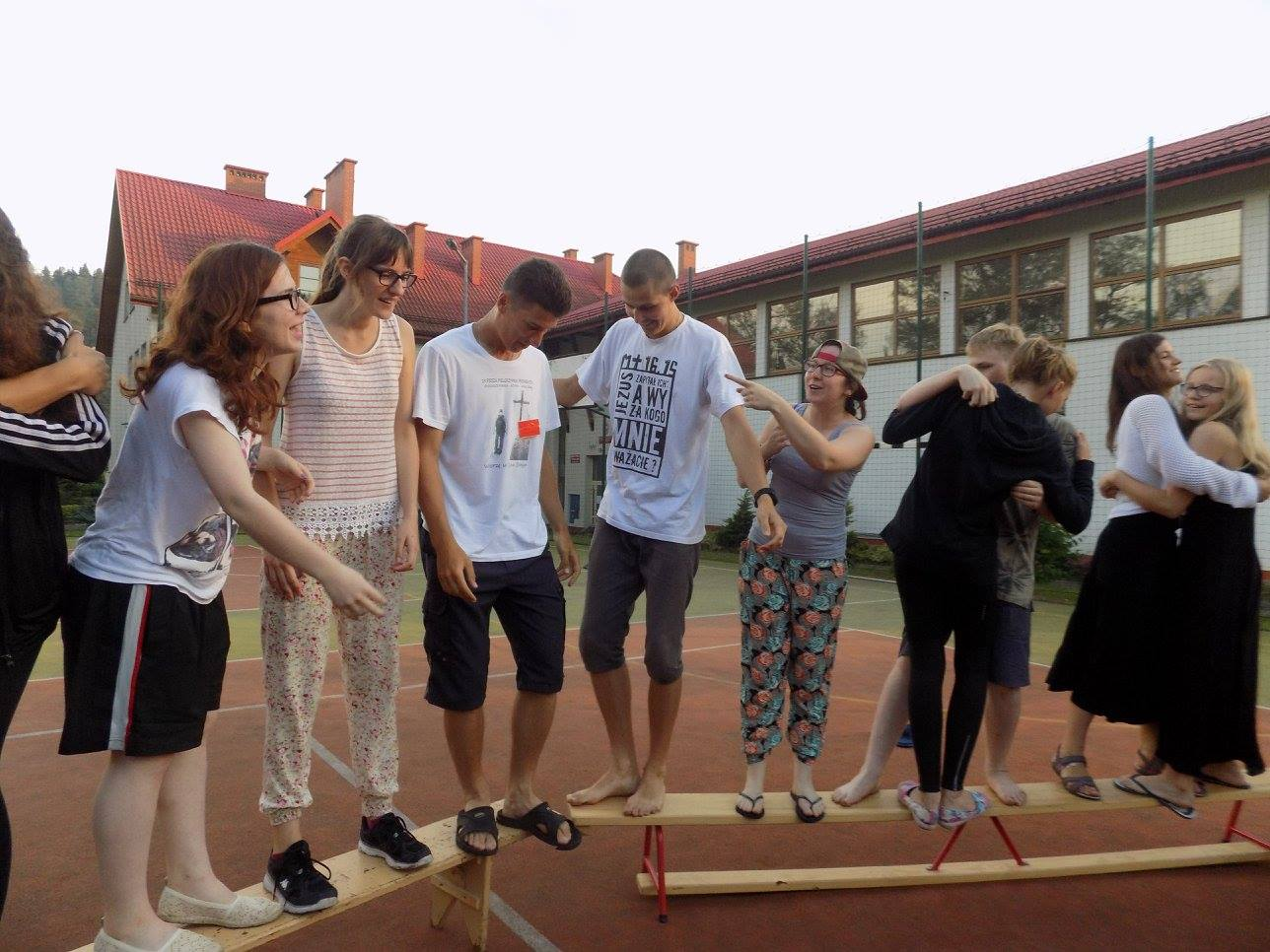
Rekolekcje letnie Młodzieży Misjonarskiej w Łostówce 2017